# No hay quinto malo
No hay quinto malo es el quinto álbum de Niña Pastori.

## Listado de canciones
1. Principio. 1,11
2. Espinas. 3,35
3. Imposible. 5,17
4. El loco del barrio. 3,40
5. En tres minutos. 4,55
6. Puede ser. 4,13
7. La cuna. 3,38
8. Santo romero. 4,23
9. La tata. 4,13
10. En los rincones de mi casa. 3,37
11. Como me duele. 3,47
12. Final. 1,48

## Créditos
- Niña Pastori - voz
- Angie Bao - batería
- Tino Di Geraldo - batería
- José Miguel y Juan Carmona - guitarra
- Diego del Morao - guitarra
- "Paquete" - guitarra
- Luis Dulzaides - percusión
- Antonio Ramos "Maca" - bajo
- Carles Benavent - bajo
- Víctor Merlo  - bajo

- Datos: Q6043803